# Lưu Thống Huân
Lưu Thống Huân (tiếng Trung: 劉統勳) (1698 - 1773), tự Diên Thanh (延清), hiệu Nhĩ Độn (爾鈍), là nhân vật chính trị của triều Thanh. 
Ông sinh ra tại thôn Bàng Qua Trang, huyện Chư Thành (nay là Cao Mật), tỉnh Sơn Đông; tổ tiên có gốc tại huyện Nãng San, tỉnh Giang Nam (thời Minh Hoằng Trị tổ tiên ông di chuyển từ Nãng Sơn đến Chư Thành). Năm Ung Chính thứ 2 (1724) đỗ Tiến sĩ, sau đó làm đến Hình bộ Thượng thư, Công bộ Thượng thư, Lại bộ Thượng thư, Tổng Sư phó Thượng Thư phòng, Nội các Đại học sĩ, Chưởng viện Học sĩ Hàn Lâm viện tới Quân cơ đại thần. Năm Càn Long thứ 38 (1773) ông qua đời thọ 75 tuổi.
Lưu Thống Huân là con người chính trực, được biết tới là quan thanh liêm, ông đạt được nhiều thành tựu trong thời gian làm quan của mình, như văn trị, quân sự, trị thủy, làm quan hơn 40 năm, và từng làm Tể tướng, nhiều chức vụ khác. Càn Long đánh giá rằng "Thần mẫn cương kính, chung thân bất thất kì chính". Thụy hiệu "Văn Chính".
Lưu La Oa hoặc Lưu Dung là con của ông.

## Tiểu sử

### Thời Khang Hi
Năm Khang Hi thứ 37 (1698), ông được sinh tại Chư Thành, Thanh Châu, Sơn Đông. Cha của ông, Lưu Khải Quan đến Tứ Xuyên làm Bố chính sứ, thửa bé ông tiếp thu hoàn chỉnh giáo dục nho gia.

### Thời Ung Chính
Năm Ung Chính thứ 2 (1724), ông đỗ Tiến sĩ khoa Giáp Thìn, chọn làm Thứ cát sĩ, sau đó làm Biên tu Tản quán, Hành tẩu Nam Thư phòng, Hành tẩu Thượng Thư phòng, Chiêm sự, Nội các Học sĩ.

### Thời Càn Long
Năm Càn Long nguyên niên (1736), Lưu Thống Huân được Càn Long trọng dụng. Ông đã từng đến Chiết Giang để nghiên cứu và kiểm soát việc trị hà, và sau đó xử lý rất tốt trong việc đối phó với các vấn đề về trị hà. Năm Càn Long thứ 2 (1737), ông được bổ nhiệm làm Thị lang Bộ hình, và ngay sau đó sự nghiệp ông bị gián đoạn trong 3 năm vì mẹ qua đời. Năm Càn Long thứ 6 (1741), ông làm Tả đô Ngự sử Đô sát viện, từng tham tấu đàn hặc Đại học sĩ Trương Đình Ngọc, Thượng thư Công bộ Nột Thân. Sau đó làm Tào vận Tổng đốc, Hình bộ Thượng thư, Công bộ Thượng thư, Lại bộ Thượng thư, Tổng Sư phó Thượng Thư phòng, Nội các Đại học sĩ, Chưởng viện Học sĩ Hàn Lâm viện tới Quân cơ đại thần. 
Hoàng đế Càn Long rất tin tưởng ông, các vấn đề quân sự và nhà nước quan trọng thường triệu tập ông để thảo luận. Năm Càn Long thứ 20 (1755), Tây Tướng quân Vĩnh Thường rút quân khi bị Amursana đánh, ông bị cắt chức vì liên đới, con trai ông Lưu Dung cũng bị giam giữ, ông và gia đình bị bắt giam tại Bắc Kinh. Tuy nhiên ít lâu sau, ông và gia đình được xá tội.
Năm Càn Long thứ 38 (1773), ông qua đời khi đang thượng triều.